# Итон-Плейс (Далянь)
Итон-Плейс (Eton Place Dalian, 大连裕景中心) — комплекс небоскрёбов, расположенный в китайском городе Далянь (Ляонин). Построен в 2015 году, по состоянию на начало 2020 года башня №1 являлась самым высоким зданием города, 20-м по высоте зданием Китая, 26-м — Азии и 38-м — мира. Архитектором комплекса выступила американская фирма NBBJ из Сиэтла. 
- Башня №1 (383 м) имеет 80 наземных и 4 подземных этажа, 30 лифтов, площадь здания — 145,4 тыс. м². В башне размещаются офисы и 728 гостиничных номеров[3][4].
- Башня №2 (279 м) имеет 62 наземных и 4 подземных этажа, 17 лифтов, занята офисами, площадь здания — 90,5 тыс. м²[5].
- Башня №3 (147 м) имеет 42 этажа и 500 жилых апартаментов[6][7].
- Башня №4 (147 м) имеет 42 этажа и 500 жилых апартаментов[8].
- Башня №5 (147 м) имеет 42 этажа и 500 жилых апартаментов[9].

Башни №1 и 2 закончены в 2015 году, башни №3, 4 и 5 — в 2010 году. В подиуме комплекса размещаются торгово-развлекательный центр и центр конференций. На крыше подиума разбит сад. Рядом с комплексом Итон-Плейс расположены большие торговые центры New Mart Shopping Mall и Victory Plaza.  

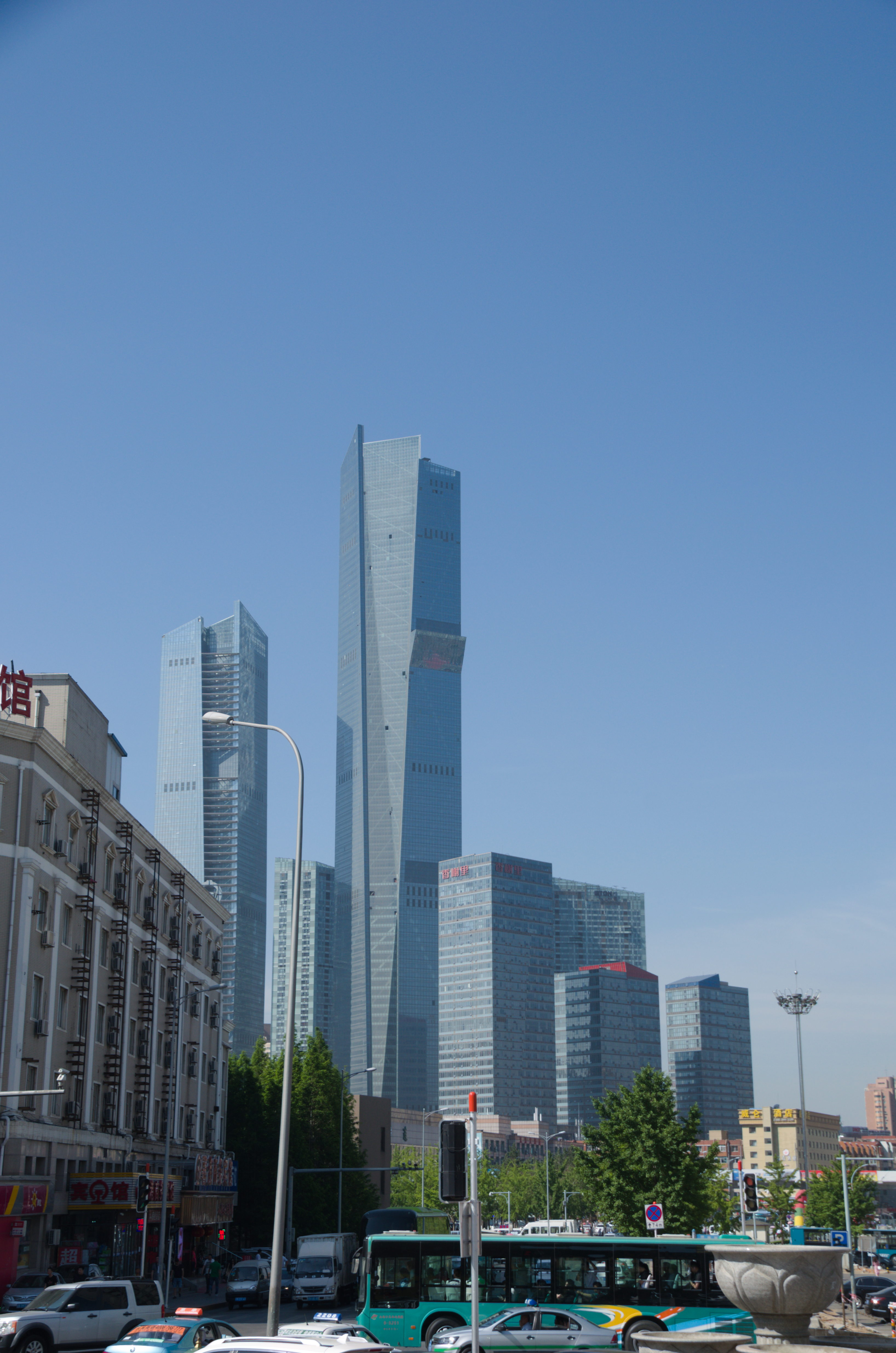
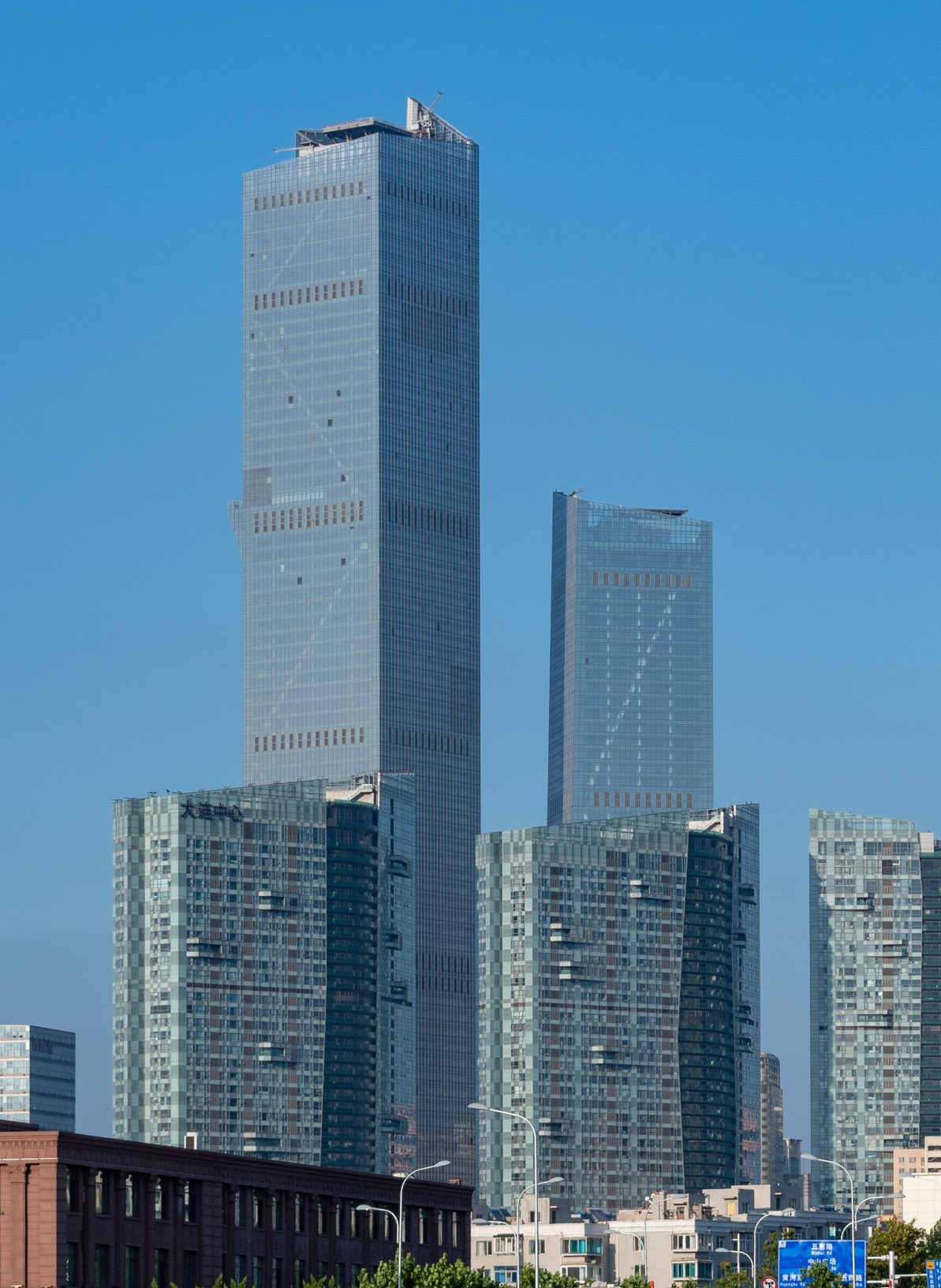
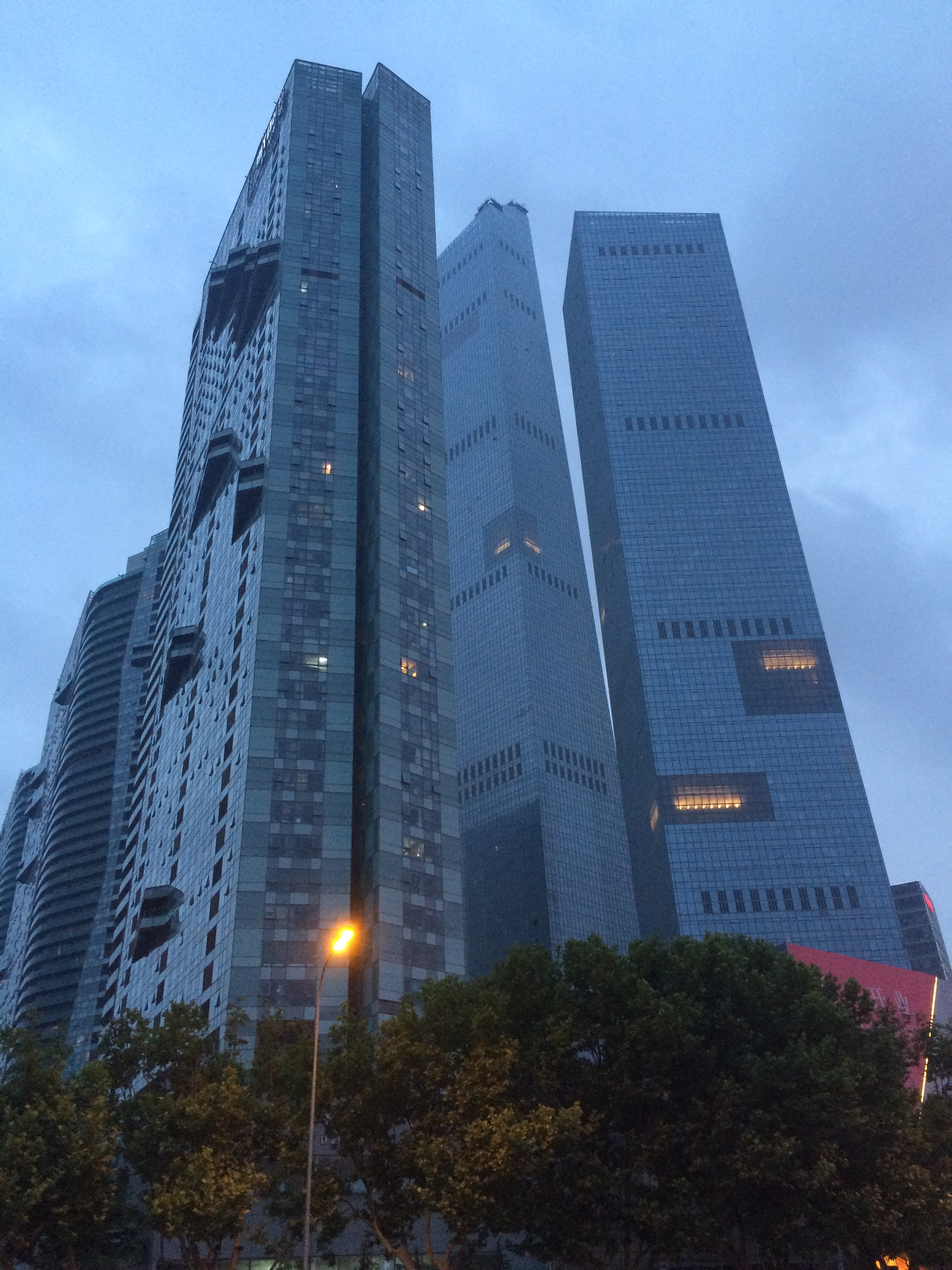